# Solariella multirestis
Solariella multirestis là một loài ốc biển, là động vật thân mềm chân bụng sống ở biển thuộc họ Solariellidae.

## Miêu tả
Độ dài vỏ lớn nhất ghi nhận được là 11.8 mm.

## Môi trường sống
Độ sâu nhỏ nhất ghi nhận được là 201 m. Độ sâu lớn nhất ghi nhận được là 251 m.